# تلخيص السياسة
تلخيص السياسة  كتاب للمؤلف والفيلسوف القرطبي ابن رشد، محمد بن أحمد بن محمد صدر عن دار الطليعة للطباعة والنشر - بيروت عام 1998 في 239 صفحة. الكتاب هو من الكتب المؤكدة نسبتها إلى ابن رشد، حيث أنه لا يوجد هناك من يشكك في هذه النسبة سواء من القدامة أم المحدثين، إلا أنه قام بينهم تنازع في تسمية هذا الكتاب: هل هو جوامع لسياسة أفلاطون، أم أنه تلخيص لسياسة أفلاطون؟

## محتوى الكتاب
- تقديم دكتور حسن العبيدي
- مقدمة إرفن روزنتال
- مقدمة رالف ليرنر
- تنبيه
- إرشادات
- النص: تلخيص السياسة لأفلاطون
المقالة الأولى: عناصر المدينة الفاضلة ودستورها
المقالة الثانية: رئيس المدينة الفاضلة وخصاله
المقالة الثالثة: مضادات المدينة الفاضلة ودساتيرها
مسرد بالألفاظ والمصطلحات الواردة في النص
المصادر والمراجع 

## ملخص الكتاب
خصص ابن رشد مقالتين من كتابه للحديث عن منطق المدن ومنطق تحولها؛ فكانت المقالة الثانية لسياسة المدينة الفاضلة وخصص المقالة الثالثة للسياسات غير الفاضلة. والمدن التي تحدث عنها ابن رشد خمسة مدن هي على التوالي: المدينة الفاضلة، المدينة الكرامية، المدينة الشهوانية، المدينة الجماعية، مدينة وحدانية التسلط. فما هو المنطق الذي يحكم هذه المدن؟ وكيف تتحول مدينة إلى أخرى؟ تتشكل المدينة حسب نوع حاكم المدينة؛ فالمدينة الفاضلة رئيسها ملك فاضل، ورئيس المدينة الكرامية يحب الكرامة، ورئيس المدينة الشهوانية يحب الشهوة، ورئيس المدينة الجماعية يحب الحرية، أما رئيس وحدانية التسلط فيحب التسلط. ونأخذ هنا نموذجا على المنطق الذي يحكم المدن بالمدينة الفاضلة.
تتحول المدن من وضعها إلى وضع آخر بمنطق خاص يشدد عليه ابن رشد، وأول تحول هو تحول المدينة الفاضلة بفساد رئيس المدينة الفاضلة، وهذا الفساد إنما يقع في عقب رئيس المدينة الفاضلة إذا لم يختر أو يختار السادة نظائرهم من الأزواج فيولد لهم ولدان يفتقدون الخصائص المنشودة. وينشأ هؤلاء الولدان ويثبتون في صنف الحفظة يقومون بحماية المدينة ولا يستطيعون التحول عن هذه الصنف، فيبدأ التغير المؤذن بتحول المدينة. وكما تتحول المدينة الفاضلة إلى مدينة كرامية تتحول هذه الأخيرة إلى مدينة شهوانية وهذه إلى مدينة تغلب وهذه إلى مدينة متسلطة، وهذا التحول ليس تحولا اعتباطيا بل هو تحول يحكمه منطق خاص مقدمته الأساسية رئاسة المدين.
يؤكد ابن رشد على أهمية البداية بتعليم المنطق عند تربية الفيلسوف ويختلف بذلك عن أفلاطون الذي يرى البداية بتعليم الرياضيات. حيث إن الفيلسوف - الحاكم لا بد أن يبدأ تأدبه بصناعة المنطق لتمييز القول البرهاني عن غيره من الأقاويل.

## نقد وتعليقات
كتب إبراهيم العريس على جريدة الحياة في 16 نوفمبر 2015: «الكتاب ليس في الأصل سوى اختصار وترجمة لكتاب أفلاطون الشهير» الجمهورية"، الذي يعتبر من أهم أعمال الفيلسوف الإغريقي الكبير، فإن في ثنايا الكتاب وتفاصيله وظروف تأليفه، وما نتج منها، ما يؤكد اننا حقاً امام ما يبدو أقرب إلى التأليف"، يتابع المقال: «ان ابن رشد، في معرض تلخيصه واستعراضه لكتاب» الجمهورية«(الذي عرف ايضاً بـ» السياسي«)، عرف كيف يؤقلم الأفكار الأفلاطونية، إلى حدّ كبير، مع البيئة الأندلسية التي تم العمل ضمن اطارها، بل البيئة السياسية الإسلامية العربية ككل»، ويكمل المقال: «استخلاص جوهر ما تتناوله» الجمهورية«حول الحكم والسياسة والمدن الفاضلة، بعد ان ازاح ابن رشد جانباً، فصولاً في كتاب أفلاطون تتناول غير هذه الأمور، ولا سيما الفصل، أو الكتاب، العاشر، ما جعل الكتاب، رشدياً خالصاً، إذ حصر صاحب» تهافت التهافت«اهتمامه بالقضايا التي يبدو أنها كانت جلّ ما يهمه في ذلك الحين»، وينهي الكاتب مقاله قائلاً: «يتجول ابن رشد في» جمهورية«أفلاطون، ذلك التجوال الذي مكنه من ان يضع اسساً نظرية للحكم الفاضل، كان يرى انها لا تتناقض مع ملته، لكنها، من طرف خفي، تتناقض مع الأهواء البشرية وصغائرها، ما كلفه غالياً كما يبدو.»
كتب فريد العليبي على موقع «البيان 42» في 3 سبتمبر 2007: «أن ابن رشد لم يكن مجرد ملخص للنص وإنما يتجاوز ذلك لكي يدلي بأفكاره الخاصة بشأن القضايا المثارة في صلة بالهاجس الإجتماعي السياسي الذي أملى عليه قول ما قاله بعبارة صريحة أحيانا والتلميح والإشارة أحيانا أخرى. ويصل الدكتور فريد العليبي في ذلك إلى حد التأكيد على أن صمت ابن رشد إزاء بعض المشكلات كان يكفي لكي ينطق بما يفكر فيه.»
نشر موقع المكتبة: «هذا الكتاب: هل هو جوامع لسياسة أفلاطون، أم أنه تلخيص لسياسة أفلاطون؟ والرأي أن كتاب ابن رشد هذا هو إلى التلخيص أقرب، ويعتبر عم ابن رشد في هذا الكتاب من أبرز الأعمال الفلسفية حتى وإن كان النص لأفلاطون، لكنه نص أعاد ابن رشد بناءه بطريقة جردته من الشوائب الميتافيزيقية والحكايا الخرافية والأقاويل غير العلمية لتجعل منه نصا سياسيا محضا، نصا يعتبر بحق أعمق من الكتب الأخرى.»
كتب عزيز الحدادي على موقع صحيفة القدس العربي في 17 مايو 2021: "مهما يكن من قوة هذه الشجاعة، وإرادة الفيلسوف العظيمة، فإنه ظل يقاوم الاستبداد لوحده، بدون أن يكون منتميا لحزب سياسي أو نقابة، ومع ذلك فقد تحدى شجاعة الجابري الذي كان محميا بحزب سياسي عتيد، ونقابة قوية، لكنه لا يستطيع أن ينتقد الاستبداد في زمانه الذي كان شبيها بالاستبداد الموحدي في بنيته الثيوقراطية، وكان ابن رشد يسميه سياسة البيوتات، أي العصبية التي تقوم على القبيلة والعشيرة والعقيدة؛ "والاجتماعات في كثير من الممالك الإسلامية اليوم، إنما هي اجتماعات بيوتات لا غير، وإنما بقي لهم من النواميس الناموس الذي يحفظ عليهم حقوقهم الأولى".
كتب وليد مسكور على موقع الحوار المتمدن في 27 يناير 2019: «من المُسَلَّمِ به سواء عند أفلاطون أوعند ابن رشد، أن نشوء مدينة فاضلة يترأسها رئيس فاضل، يقتضي توفر جملة من المعايير والأسس النظرية والعملية، بما هي شرط لقيام العدالة،» أما في أي جزء من المدينة تكون الحكمة؟ ف (الجواب) أنها تكون في أقل أجزائها عددا أعني: الفلاسفة. وذلك لأن طبائع هؤلاء وجودها أندر وجود بين سائر الطبائع، أعني طبائع أهل الصنائع العملية. فبديهي إذن أن الحكمة يجب أن تكون على رأس المدينة، وأن تكون المدبرة لامورها. «ومن هنا اهتدى صاحب الجمهورية إلى عقد مماثلة بين طبقات المدينة الفاضلة، وبين ما يوازيها في النفس البشرية من أصناف، فكما أن فضائل المجتمع تتوزع إلى حكمة وشجاعة وعفة، بالكيفية وبالمقدار الذي يجب، كذلك تتألف نفس الفرد من قوة عاقلة وهي الجزء الصالح فيه، ومن قوة غضبية وأخرى شهوانية باعتبارهما الجزء الأفسد فيه. على أن العدالة في النفس لا تتحقق إلا بخضوع القوتين: الغضبية والشهوانية لسلطان العقل، حتى يتم تهذيب الشهوة ويصير صاحبها عفيفا، ويَضْبِطَ الغضب والانفعالات ليصبح مهيئا لفضيلة الشجاعة، ويتوقف هذا الرهان الأخلاقي على تولي العقل دور الحكمة. وهذا هو حال المدينة، بحيث لن تسود العدالة ما لم يحكم الفلاسفة.»
كتبت لينده طرودي على موقع الجزيرة نت في 15 يناير 2018: "ما شدني هو النظر إلى السياسة كفن إنساني، وقبل كل شيء أنها علم مرتبط بالعمل الذي يقوم به الإنسان ويؤثر من خلاله على قيم الأمم، وهذا ما يتبين من خلال أقوال أفلاطون التي نقلها لنا "ابن رشد" قبل قرون مضت بتحليل وتفسير منهجي يبرز مدى التأمل والحكمة التي يمتاز بها البعض، وكما جاء في الكتاب: "إن هذا الفن ينقسم إلى جزأين: يتناول الأول العادات والشيم المكتسبة والأفعال الإرادية، وكيف تؤثر في بعضها، والثاني يبحث في كيفية غرس هذه العادات في النفوس"، والإنسان هنا لا يتميز بكل الفضائل الفكرية والخلقية والتأملية وهو منعزل عما حوله، الأمر الذي يتضح في مدى تفاعله مع محيطه وتأثره به وتأثيره فيه أي:"إن الإنسان كائن مدني بالطبع."

## وصلات خارجية
https://www.goodreads.com/ar/book/show/18194864 تلخيص السياسة 
https://www.neelwafurat.com/itempage.aspx?id=lbb34690-32923&search=books تلخيص السياسة